# 地拉那金字塔

地拉那金字塔

地拉那金字塔，正式名称为“彼得·阿布诺里”国际文化中心（Qendra Ndërkombëtare e Kulturës "Pjetër Arbnori"），前称“恩维尔·霍查”博物馆（Muzeu "Enver Hoxha"），是一座位于阿尔巴尼亚首都地拉那的建筑。1988年，它作为博物馆开放。1991年阿尔巴尼亚劳动党政权瓦解后，改为会议中心。在1999年科索沃战争期间，该建筑曾被用作北约基地。2018年，一个新项目被公布，计划将该建筑改造成一个名为“地拉那TUMO中心”的青年信息技术中心，重点关注计算机编程、机器人技术和初创企业。经过“MVRDV”设计公司的翻新改造，该建筑于2023年5月重新向公众开放。

## 歷史

### 源起

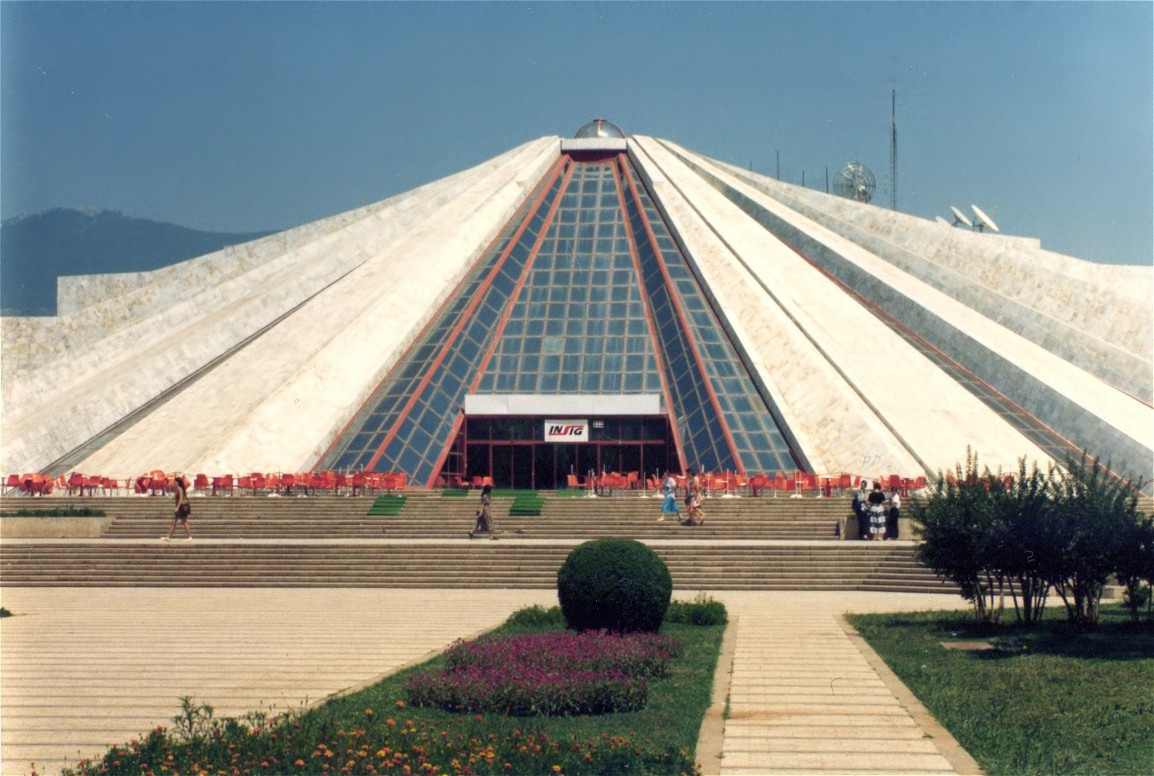
1996年的地拉那金字塔

1988年10月14日，該建築作為阿尔巴尼亚劳动党和阿尔巴尼亚社会主义人民共和国首任領導人恩維爾·霍查的紀念博物館對外開放，由霍查之女、建築師普蘭維拉·霍查和她的丈夫克萊門特·科拉內齊以及皮羅·瓦索和弗拉基米爾·布雷古共同設計。
建築落成後，據稱是阿爾巴尼亞有史以來建造耗資最昂貴的單體建築。
金字塔有時被訛稱為“恩維爾·霍查陵寢”，但自落成以來，官方從未將該建物作為霍查的陵寢也未曾打算如此命名。霍查真正的陵墓位於阿尔巴尼亚祖国烈士陵园內，由儀仗隊站崗直至1992年被挖掘、遷出至平民公墓。

### 後共產主義時期

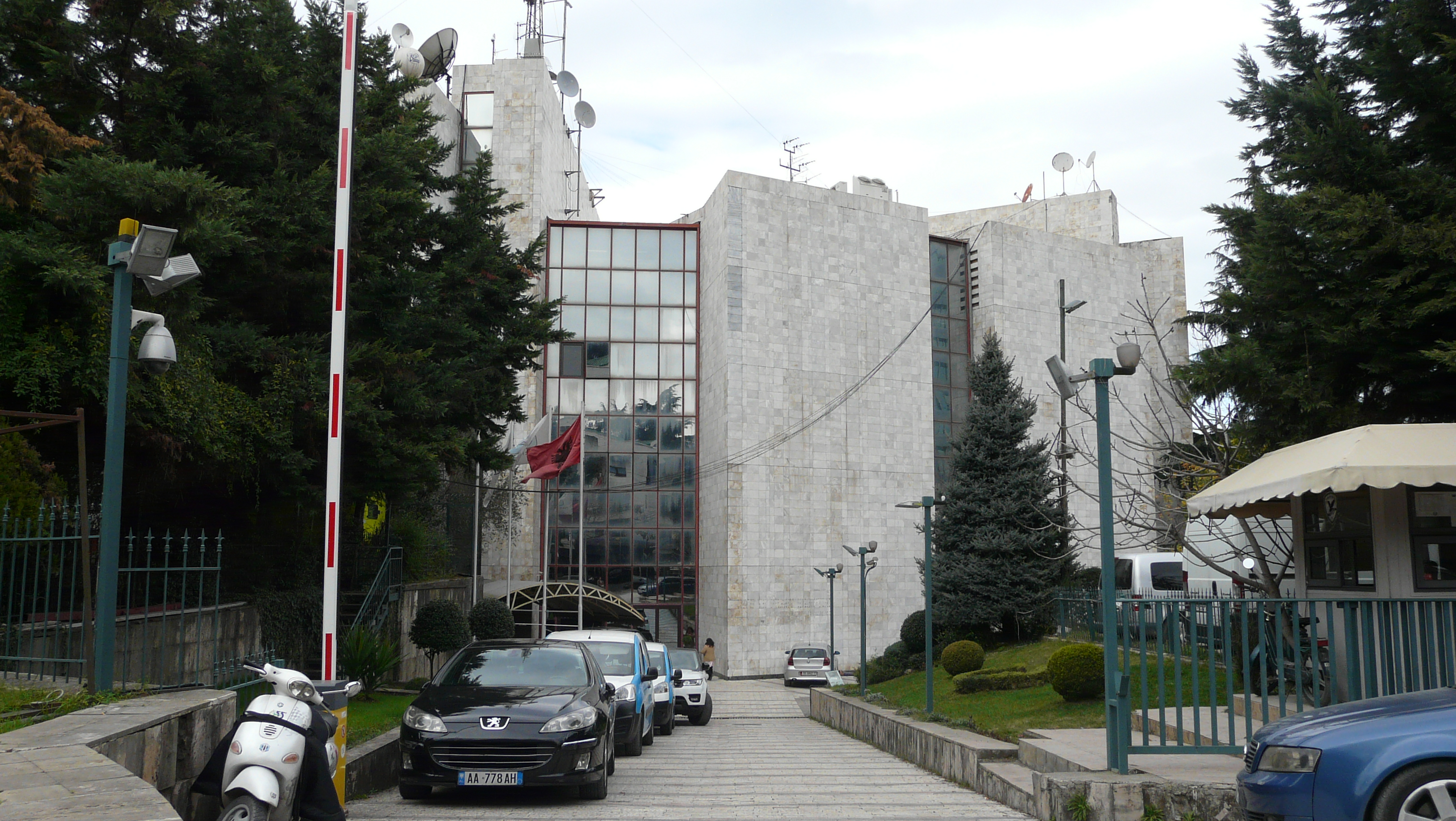
成為「國際文化中心」（Qendra Ndërkombëtare e Kulturës）的地拉那金字塔，為阿爾巴尼亞「Top傳媒」的媒體總部

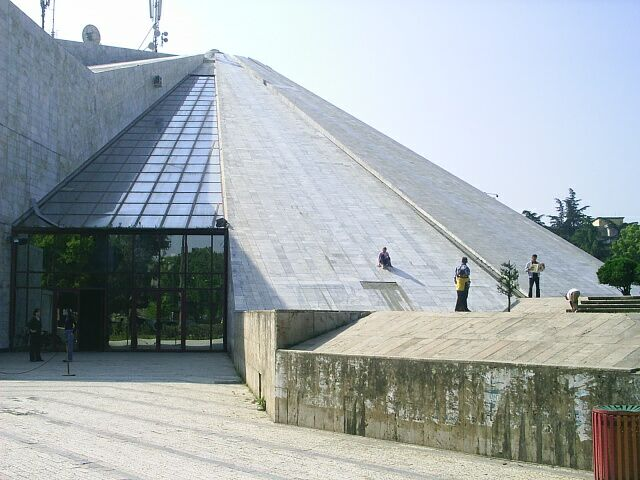
2012年，將金字塔充作溜滑梯的阿爾巴尼亞幼童

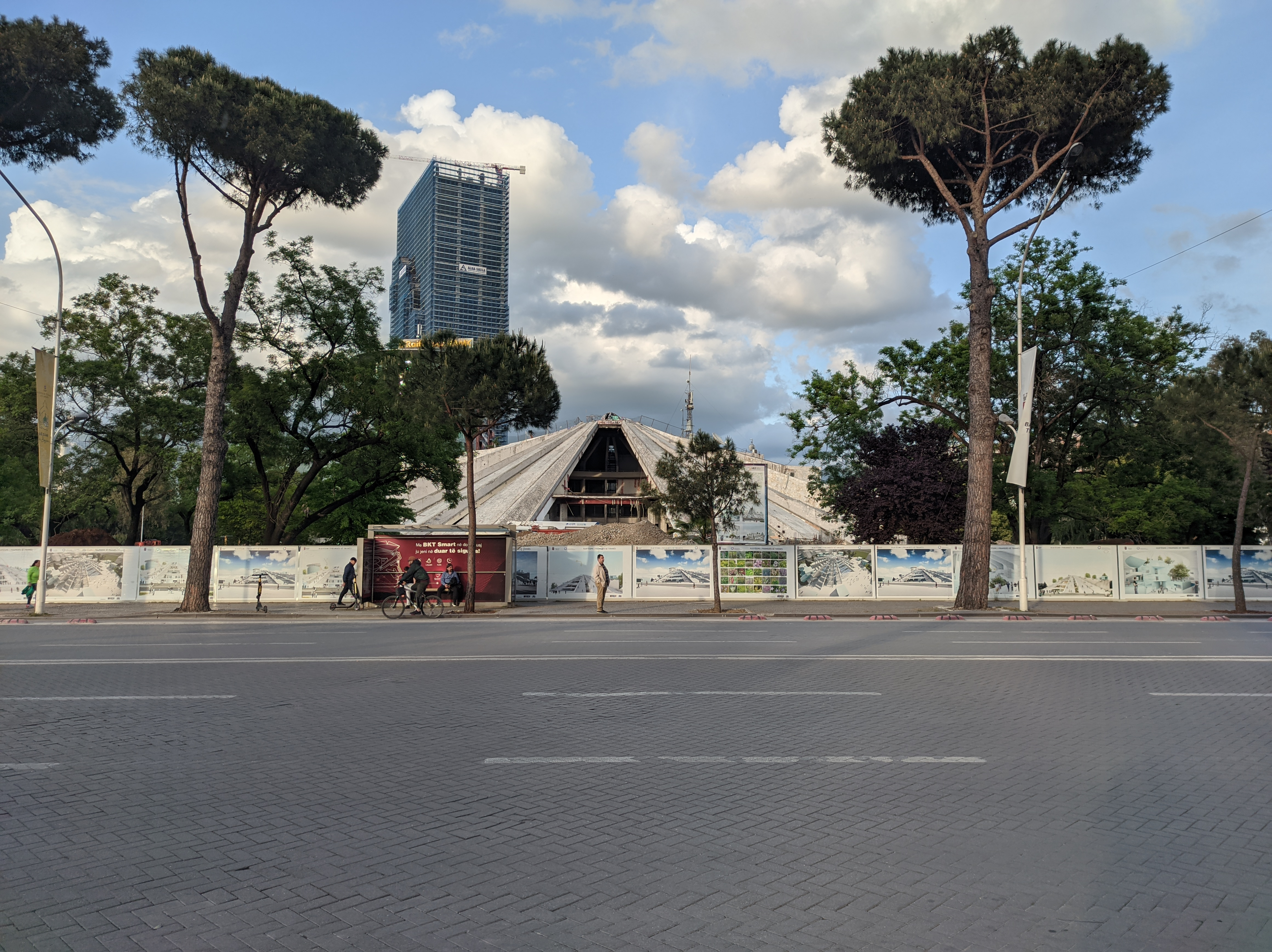
2021年的改建工程。

1991年後，隨著阿爾巴尼亞共產主義政權的垮台，金字塔在新政府去共化和「去霍查化」的促轉運動下停止了其作為霍查紀念館的用途，並在幾年內被重新啟用為會議中心或展覽場地。1999年科索沃戰爭期間，地拉那金字塔被北約和人道主義組織用作基地。
自2001年以來，金字塔的部分區域已由阿爾巴尼亞媒體「Top Channel」和「Top Albania Radio」進駐作為廣播中心，建築的其餘部分和鋪砌的周邊區域目前被用作停車場和前往愛爾巴桑的小型巴士站，曾因閑置多年而遭受年久失修和毀損破敗的境地。
2011年，阿曼多·盧拉吉的電影鉅作《隨著成長而磨損》部分場景在金字塔內取景。 2019年，金字塔也被用作1995年恐怖電影《衰落的城堡》翻拍片的部分拍攝地點。

#### 拆除危機
許多提議曾要求拆除金字塔並重新開發土地 17,000-平方（1.7-公頃）部分興建替代用途的建物，其中最突出的建議是可能在該地點建造一座新的阿爾巴尼亞議會建築。
其後，於先前提出的將該地改建成新歌劇院的議案獲得批准，但在施工工期開始後不久被取消。覆蓋該結構物的外部大理石瓷磚被移至地拉那郊外的一個倉庫存放。 最終，拆除金字塔的提議成為一些外籍頂尖建築師分歧的爭論焦點，他們之中有些人支持拆除、反對的也不在少數。歷史學家阿迪安·克洛西在當時發起了一份反對拆除該建物的請願書，收集了大約6000位請願者的簽名。2013年一項研究表明，地拉那的大多數公民反對拆除金字塔。
2017年，政府宣布不會拆除金字塔，並會予以整建、翻新。

#### 青年IT中心
2018年，金字塔變更為青年IT中心「地拉那TUMO中心」，重新在金字塔兩側增建樓梯，以及增加自然採光的玻璃覆蓋區域。

## 外部連結
- Pyramid of Tirana Technology Center Official Project by MVRDV （页面存档备份，存于）
- TUMO Tirana Official Webpage （页面存档备份，存于）
- Музей Энвера Ходжа в Тиране （页面存档备份，存于） （俄語）